# John Evershed
John Evershed (født 26. februar 1864 i Gomshall, Surrey, død 17. november 1956 i Ewhurst, Surrey) var en engelsk astrofysiker.
Evershed blev 1907 knyttet til det i Indien 1899 grundede astrofysikalske observatorium i Kodaikanal og var 1911—1923 dets direktør. Dels i observatoriets bulletin, dels i fagtidsskrifter publicerede Evershed talrige afhandlinger, hovedsagelig vedrørende solen. Evershed blev 1915 medlem af Royal Society og fik 1918 Royal Astronomical Societys guldmedalje for sine astrofysiske arbejder særlig med henblik på hans undersøgelser af solpletters radialbevægelse.